# Zoo Tycoon
Zoo Tycoon är ett simulatorspel, släppt av Microsoft Game Studios. Zoo Tycoon släpptes 2001. En ny version Zoo Tycoon: Ultimate Animal Collection släpptes till Xbox One och PC den 31 oktober 2017.
Spelet går ut på att man ska bygga och sköta ett zoo. Burarna får inte gå sönder så att djuren gör lösa, man ska ge dem rätt mat och livsmiljö i inhägnaderna.
i den nya omarbetade versionen så kan man interagera med vissa djur, såsom att mata dem för hand och tvätta dem. 
Spelets gränssnitt har blivit lättare, eftersom inhägnaderna numera är som pusselbitar som placeras på plats.